# 赤道反氣旋
赤道反气旋（英語：Anticyclone in the Equator，又稱「赤道高壓脊」）是指出现在赤道附近的反气旋。夏季（主要是1979年）的资料分析表示，当西北太平洋有一个或數个低压系统形成并在其南侧北緯10度附近出现大片西風时，即使南半球没有寒潮爆发，赤道附近的信风（東北或東南風）没有加强，也会使低压南侧0至北緯10度地区（-Δu/Δy）出现很大的负值，有利于赤道缓冲带或赤道反气旋的發展。相反，当北半球热带及副热带地区受高压影响时，赤道两侧都盛行偏东气流，赤道附近（-Δu/Δy）值很小，此时即使南半球有寒潮爆发，也不会形成赤道缓冲带和赤道反气旋。